# The Country Club
The Country Club is een van de oudste countryclubs van de Verenigde Staten. De club werd opgericht in 1882 en bevindt zich in Brookline, Massachusetts.

## De baan
De club werd in 1882 opgericht maar pas in 1893 kwam er een 6-holes golfbaan bij. Door ruimtegebrek doorkruiste de golfbaan de reed eerder aangelegde paardenrenbaan. In 1894 werd de Schot Willie Campbell aangetrokken als clubprofessional. Hij zorgde ervoor dat de baan werd uitgebreid, eerst tot negen holes, en na aankoop van extra land in 1899 ook tot achttien holes. Toen is 1902 de Haskell golfbal werd uitgevonden, moest de baan verlengd worden. Er werd nog wat land bijgekocht, en er werden drie nieuwe holes aangelegd. Het eerste toernooi op de nieuwe baan was het US Women's Amateur.

In 1926 werd de 9-holes Primrose baan aangelegd. Bij grote toernooien werd sindsdien een combinatie van alle holes gebruikt om voldoende lengte te hebben.

## De club
In 1894 was The Country Club een van de vijf oprichters van de USGA. Een jaar later werd door de USGA het eerste nationale amateurskampioenschap op de Newport Country Club georganiseerd. Een dag later werd er ook het eerste US Open gespeeld.
De club werd pas echt beroemd toen in 1913 het US Open daar gewonnen werd door een onbekende amateur Francis Ouimet. In 1963 en 1988 werd opnieuw het US Open op deze club gespeeld om te herdenken dat dit 50 en 75 jaar geleden was gebeurd.
In 1999 werd de Ryder Cup op The Country Club gespeeld. Nadat Justin Leonard op hole 17 een lange putt maakte en de Amerikanen dachten dat ze gewonnen hadden, moest José María Olazabal nog putten. Het publiek werd van de green gehaald, de rust kwam terug, maar Olazabal miste zijn putt en de VS won met 14½-13½.

## Toernooien

### Majors
| Jaar | Major              | Winnaar                 |
| ---- | ------------------ | ----------------------- |
| 1902 | US Women's Amateur | Genevieve Hecker        |
| 1910 | US Amateur         | ?? William C. Fownes Jr |
| 1913 | US Open            | Francis Ouimet          |
| 1922 | US Amateur         | Jess Sweetser           |
| 1934 | US Amateur         | Lawson Little           |
| 1941 | US Women's Amateur | Betty Hicks Newell      |
| 1957 | US Amateur         | Hillman Robbins         |
| 1963 | US Open            | Julius Boros            |
| 1982 | US Amateur         | Jay Sigel               |
| 1988 | US Open            | Curtis Strange          |
| 1995 | US Women's Amateur | Kelli Kuehne            |
| 2013 | US Amateur         |                         |

### Andere toernooien
| Jaar | Toernooi                              | Winnaar                |
| ---- | ------------------------------------- | ---------------------- |
| 1905 | Massachusetts Amateur                 | Arthur G. Lockwood     |
| 1920 | Massachusetts Amateur                 | Frederick J. Wright Jr |
| 1925 | Massachusetts Amateur                 | Francis Ouimet         |
| 1932 | Walker Cup                            | - & 9½-2½              |
| 1934 | Massachusetts Amateur                 | William O. Blaney      |
| 1949 | Massachusetts Amateur                 | Robert W. Knowles Jr   |
| 1953 | US Girls' Junior Amateur Championship | Mildred Meyerson       |
| 1967 | Massachusetts Amateur                 | Barrie Bruce           |
| 1968 | US Junior Amateur Championship        | Eddie Pearce           |
| 1973 | Walker Cup                            | - & 14-10              |
| 1976 | Massachusetts Amateur                 | Bruce Douglass         |
| 1987 | Massachusetts Amateur                 | Kevin Johnson          |
| 1999 | Ryder Cup                             | - 14½-13½              |
| 2003 | Massachusetts Amateur                 | Andy Drohen            |
| 2009 | Massachusetts Amateur                 | Bill Drohen            |